# Jia Xian
En aquest nom xinès, el cognom és Jia.
Jia Xian (xinès: 贾宪)  (Kaifeng, c. 1010 - c. 1070), també escrit Chia Hsien, (en xinès tradicional: 賈憲; en xinès simplificat: 贾宪; en pinyin: Jiǎ xiàn) fou un matemàtic xinès, a la cort de la dinastia Song.

## Vida
No se sap gairebé res de la seva vida. Se suposa que era un eunuc i intendent de la cort de l'emperador, hàbil en matemàtiques.

## Obra
Va escriure dues obres: el Huangdi Jiuzhang Suanjing Xicao (Solucions detallades per a l'emperador d'Els nou capítols de les arts matemàtiques) i Suanfa Xuegu Ji (Col·lecció d'antigues regles matemàtiques). El segon està definitivament perdut. Del primer en coneixem part del seu contingut per un autor posterior, Yang Hui (segle xiii), que explica la construcció del triangle de Jia Xian (el nostre Triangle de Pascal) i la seva utilitat per a determinar els n+1 coeficients del desenvolupament d'un binomi elevat a la n potència.